# Дара Гауелл
Да́ра Га́уелл (англ. Dara Howell; нар. 23 серпня 1994, Гантсвілл, Онтаріо, Канада) — канадська фристайлістка. Чемпіонка зимових Олімпійських ігор 2014 року.
Бронзова призерка Європейських зимових екстремальних ігор 2010 року з слоупстайлу.